# Jacky Liew
Jacky Liew (tiếng Hán: 廖城兰; bính âm: Liào Chéng Lán, sinh ngày 03/08), tên khác là Liao Sheng Ran (tiếng Hán: 廖圣然; bính âm: Liào Shèng Rán), bút danh Thực Công Tử (tiếng Hán: 食公子; bính âm: Shí Gōng Zǐ), là một tác giả chuyên mục ẩm thực, nhà phê bình ẩm thực, giám khảo cuộc thi nấu ăn quốc tế nổi tiếng ở Malaysia và là người Malaysia đầu tiên được tôn vinh là chuyên gia ẩm thực .

## Sự nghiệp truyền thông
Jacky Liew sinh ra tại Malaysia và là người gốc Quảng Đông Trung Quốc, từng đảm nhiệm nhiều chức vụ như chuyên viên kinh doanh toàn quốc của "Báo Kinh Doanh Nam Dương" (Nanyang Business Daily), giảng viên Học viện Nông nghiệp, cố vấn tập đoàn.
Năm 1996, ông viết bài cho tạp chí ẩm thực du lịch với bút danh "Liao Sheng Ran".
Năm 2000, ông viết bài đánh giá ẩm thực trên tạp chí "Feminine", "Oriental Cuisine".
Năm 2007, ông bổ sung yếu tố chính trị trong chuyên mục ẩm thực và gặp mặt với 119 nhân vật chính trị, đại sứ ngoại giao đến từ Malaysia và nước ngoài.
Từ năm 2013 đến nay, ông bắt đầu học cao học ngành Khoa học Dữ liệu, ứng dụng công nghệ thông tin vào định nghĩa lại tiêu chuẩn đánh giá ẩm thực Malaysia.

## Tôn kính
Năm 2008, ông được nhận Huân chương Phục vụ Cộng đồng Xuất sắc (PMC) của quốc vương Malaysia Tuanku Ja'afar. Trong năm đó, ông vinh dự nhận được huy chương "Bậc thầy Ẩm thực Thế giới" của Hiệp hội Nhà phê bình Ẩm thực Thế giới tại Pháp.
Năm 2011, ông nhận giải luận văn xuất sắc trong Hội nghị Chuyên đề quốc tế của Trung Quốc.

## Sách
"Truly Nyonya Malacca" (Tạm dịch: Ẩm Thực Malacca Nyonya Đích Thực) (xuất bản năm 2010, NXB Hải Tân), trong cuốn sách này, lần đầu ông đưa ra khái niệm ẩm thực Malaysia Nam Dương bắt nguồn từ quần đảo Mã Lai, và phân loại ẩm thực Malaysia thành ba giai cấp xã hội và năm nguồn gốc sắc tộc.